# Damen Shipyards Group
Damen Shipyards Group — голландский оборонный, судостроительный и машиностроительный конгломерат со штаб-квартирой в Горинхеме, Нидерланды.
Крупная международная группа, ведущая бизнес в 120 странах, в компании работает более 12 000 человек.
Компания имеет более 30 судостроительных и судоремонтных верфей, и связанных с ними компаний, а также множество верфей-партнеров. С 1969 года компания спроектировала и построила более 5000 судов, ежегодно создавая более 150 судов. Имея более 30 верфей и связанных с ними компаний по всему миру, Damen занимается судостроением, а также техническим обслуживанием и ремонтом. Компания предлагает широкий ассортимент продукции, включая буксиры, рабочие катера, патрульные суда, грузовые суда, земснаряды, суперяхты и быстроходные паромы. Проектирование и дизайн продукции осуществляется собственными силами.
Компания поставляла либо поставляет продукцию военного либо правоохранительного характера в США, Канаду, Ямайку, Гонконг, Эквадор, Вьетнам, Тринидад и Тобаго и другие страны.